# Lola MK1

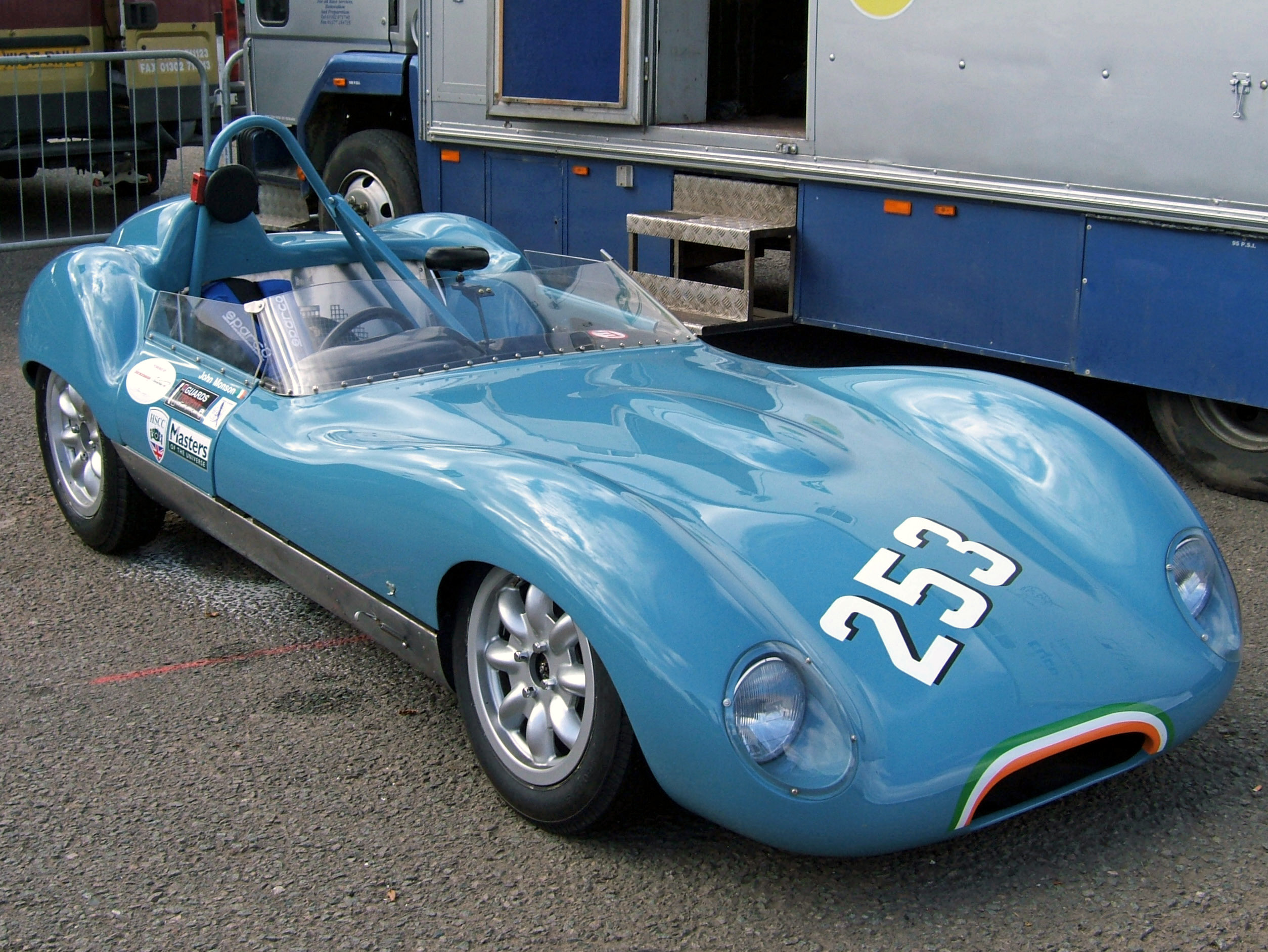
Lola MK1

Der Lola MK1 war ein Sportwagen-Prototyp, der 1958 bei Lola Cars entwickelt wurde.

## Entwicklungsgeschichte und Technik
Nachdem der britische Konstrukteur Eric Broadley mit seinem ersten selbst entworfenen Sportwagen auch erste Rennen gewonnen hatte, wagte er sich 1958 an die Entwicklung eines neuen Rennwagens. Das Ergebnis war der Mk1, ein Fahrzeug in extremer Leichtbauweise. Insgesamt wog der Wagen nur knapp 400 kg, wobei das schwerste am Fahrzeug der 1,1-Liter-Climax-FWA-Motor mit 90 kg war. In seiner letzten Ausbaustufe im Mk1 leistete der Motor 83 hp (62 kW) bei 6800/min.
Broadley übernahm Teile aus verschiedenen Serienfahrzeugen. Die Bremsen stammten aus dem Triumph TR2, das Getriebe übernahm er aus dem Austin A30. Das geringe Gewicht wurde mit einer Aluminium-Karosserie auf einen Gitterrohrrahmen erreicht. Alle Räder waren einzeln an doppelten Querlenkern aufgehängt.

## Renngeschichte
Schon beim zweiten Renneinsatz, einem Sportwagenrennen in Snetterton, erreichte Broadley mit dem Mk1 den zweiten Rang in seiner Rennklasse. Broadley produzierte drei weitere Exemplare, die er an Privatfahrer verkaufen konnte.
1960 und 1961 gewann ein Mk1 seine Rennklasse beim 1000-km-Rennen auf dem Nürburgring, 1961 mit Chris Kerrison und Peter Sargent am Steuer. 1960 und 1961 gewann Peter Ashdown die Gesamtwertung der britischen Autosport-Sportwagenmeisterschaft.  Alan Rees, der ebenfalls einen MK1 fuhr, erreichte 1960 den zweiten Platz.
Ashdown fuhr den Werks-Mk1 1960 auch beim 24-Stunden-Rennen von Le Mans. Sein Partner war der Schweizer Unternehmer Charles Vögele. Nach 148 Runden wurden sie durch einen Motorschaden gestoppt.
Bis Ende 1961 baute Brodley 26 Mk1 und legte damit die Basis für den unternehmerischen Erfolg von Lola.